# رود سوپسا
رود سوپسا (به گرجی: სუფსა) یکی از رودخانه‌های واقع در حوضه آبریز دریای سیاه در گرجستان است. حوضه آن ۱٬۱۰۰ کیلومتر (۶۸۰ مایل) و تقریباً ۱۰۸ کیلومتر (۶۷ مایل) به سمت غرب جریان دارد و در پایان در نزدیکی سوپسا به دریای سیاه می‌پیوندد.
رود سوپسا با رودخانه باستانی موگروس یا نوگروس که پلینیوس در کتاب تاریخ طبیعی خود یاد کرده است، مطابقت دارد.